# Germans de la Vida Pobra
La Societat de Pobres Ermitans d'Angelo Clareno, Orde dels Frares Clarens o Pobres Eremites va ser un orde religiós originat com una reforma observant de l'orde franciscà. Va ser fundada pel franciscà Angelo da Clareno, en el marc del moviment dels germans espirituals franciscans.
Els clarens practicaven l'estricta observança del vot de pobresa, interpretant literalment la Regla no butllada de Francesc d'Assís aprovada verbalment per Innocenci III. La seva pràctica religiosa es distingia per un sever ascetisme i la vida eremítica i mendicant. Vivien en petites comunitats aïllades, en eremitoris formats per cel·les separades, com ermites, i uns espais comuns per a desenvolupar-hi la vida en comú (oficis, àpats, etc.).
Es van donar a Itàlia, especialment als Apenins d'Úmbria, les Marques i els Abruços. Els clarens vivien exclusivament de les almoines i la protecció donada pels habitants de les poblacions properes a la comunitat, a les quals es vinculaven per la predicació i la devoció.

## Angelo da Clareno i els Fraticelli de Paupere Vita
El primer moviment d'espirituals va ser iniciat per Angelo da Clareno cap als anys setant del segle xiii a les Marques. Per la ideologia radical que propugnava va ser empresonat i condemnat a presó perpètua (ca. 1278), però va ser alliberat pel ministre general dels franciscans, Raimondo Gaufredi (1289-95), que l'envià com a missioner a Armènia, on va ser fins al final de 1293. Van convertir el rei d'Armènia Hethum II.
En tornar, el nou papa era Celestí V, conegut pel seu ascetisme: autoritzà Angelo Clareno i Pietro da Macerata, cap al 1294, a formar una comunitat que interpretés radicalment la regla franciscana i l'observés, sota la directa obediència al pontífex: van néixer així els Pobres Ermitans'. No obstant això, Bonifaci VIII va revocar aquesta concessió i els va dissoldre en pujar al soli pontifici pocs mesos després, en 1295.
Clareno i els seus seguidors van exiliar-se a Grècia, on van atacar la legalitat de l'acció papal. Bonifaci VIII va prendre mesures i van haver de marxar de Grècia, tornant a Itàlia. Llavors dirigia el grup Fra Liberato, que va intentar recuperar els drets dels espirituals primer amb Bonifaci VIII, que va morir l'octubre de 1303, i amb Benet XI, mort el juliol de 1304. Liberato va morir en 1307 i Angelo da Clareno va succeir-lo com a superior de la comunitat i, des de llavors van començar a ser coneguts com a clarens.
Va romandre a la Itàlia central fins al 1311, quan anà a Avinyó amb el cardenal Giacomo Colonna, protector seu, per aconseguir el vistiplau del papa sense aconseguir-ho. Durant el pontificat de Joan XXII, en 1317 van ser excomunicats i perseguits com a heretges. Amb el decret Sancta Romana et universalis ecclesia del 30 de desembre de 1317, el papa va rebutjar qualsevol autorització de la comunitat de Clareno.

### Orde dels Germans de la Vida Pobra
Clareno tornà llavors a la Itàlia centra i, actuant com a general de la comunitat, va continuar-ne l'activitat, tot i haver estat dissolta pel papa: en 1318 va nomenar provincials, ministres, custodis, va fundar convents nous, escriure cartes pastorals, etc. Es pot dir que llavors funda, com a orde independent els Fratres de Paupere Vita o Germans de la Vida Pobra, més coneguts com a fraticelli.
Es consideraven a si mateixos com els veritables Frares Menors, d'acord amb l'esperit fundacional de sant Francesc d'Assís. Van negar l'autoritat papal perquè Joan XXII havia derogat la regla franciscana, que representava simplement l'Evangeli. Igualment, van condemnar els religiosos i prelats que havien intervingut en el procés.
Es van estendre per les Marques, Úmbria, el Laci, Campània i Basilicata. Clareno va gaudir de la protecció de l'abat de Subiaco quan Joan XXII va ordenar el seu arrest el 1334, condemnant "el dement heretge que s'anomena ell mateix general de la secta condemnada dels fraticelli".
Quan Angelo da Clareno va morir el 15 de juliol de 1337, la congregació va quedar sense direcció; les pressions de la Inquisició van fer que es disgregués en grups separats sense una doctrina comuna, llevat de l'oposició al papa.
En 1381 van ser expulsats de Florència i el 1389, Michele Berti, que hi havia anat des d'Ancona a predicar la Pasqua, va ser condemnat a la foguera.
A Nàpols, els fraticelli treballaven en un hospital vora el palau reial, en 1362. Dividits en tres branques, que reconeixien com a superiors Tommaso da Bojano, Bernardo da Sicilia i Angelo da Clareno, els unia el fet de considerar que l'"autèntic papat" havia acabat i que Joan XXII era un herege.
Els Ermitans Pobres de Monte della Majella, prop de Sulmona, era una comunitat seguidora d'Angelo da Clareno, i va oferir, en 1349, protecció al tribú romà Cola di Rienzi. Radicals pel que feia referència a la pobresa, van ser protegits pels celestins de Santo Spirito.

## Reconeixement posterior
Els pocs clarens que quedaren a Itàlia continuaren la seva vida en comunitats petites, poc nombroses i al marge dels esdeveniments. Tornen a ser documentats, ja reconciliats amb l'Església, a l'inici del segle xv, amb Eugeni IV, que en reconeixerà les prerrogatives el 4 de gener de 1444. De fet, l'origen d'aquests clarens ortodoxos és desconegut: no se sap si eren clarens que s'havien mantingut al marge de l'heretgia o si se n'havien retractat i convertit després.
El 1473 i a petició dels mateixos clarens, Sixt IV els va col·locar sota l'obediència del ministre general de l'Orde de Frares Menors Conventuals, format una custòdia autònoma amb un vicari. Van ser obligats, el 1570 a integrar-se a l'Orde dels Frares Menors Observants i a abandonar-ne els eremitoris, llavors insegurs a causa de la violenta situació social del moment.